# 비초에
비초에(독일어: Vitsœ) 또는 비초에-자프(독일어: Vitsœ-Zapf), 비초에 & 자프(독일어: Vitsœ & Zapf)는 독일에서 설립된 영국의 가구 회사로 디터 람스와의 협력으로 유명하며 독일의 클래식 디자인 가구로 유명하다.

## 역사

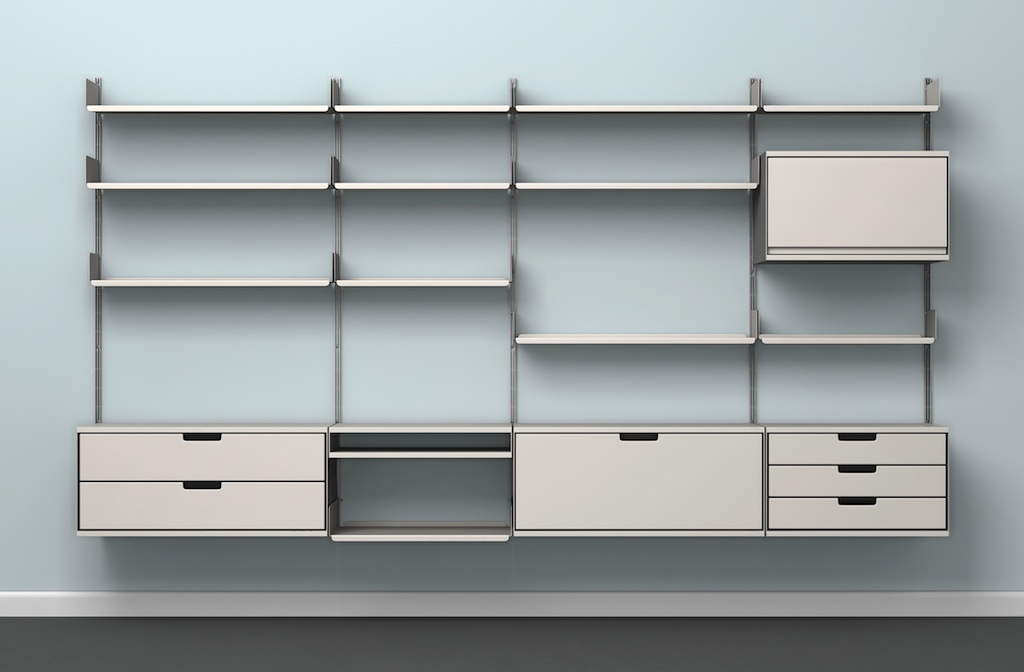
디터 람스가 디자인한 606 유니버설 선반 시스템

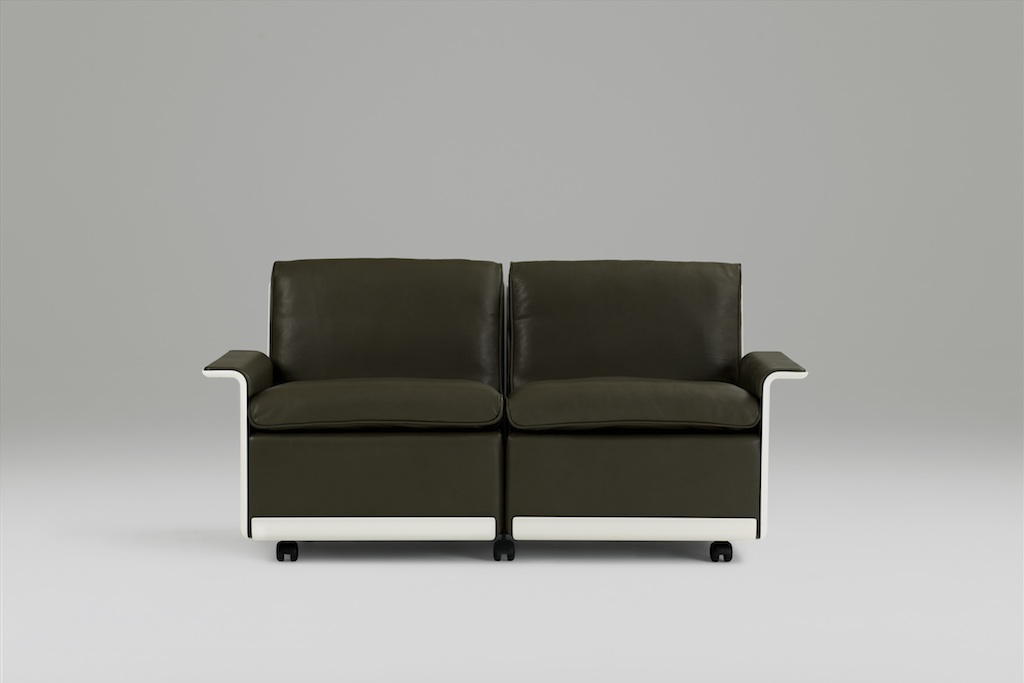
디터 람스가 디자인한 620 의자 프로그램

비초에 & 자프(Vitsœ & Zapf)는 브라운에서 근무하고 있던 디터 람스가 디자인한 가구를 생산하기 위해 덴마크 가구 딜러 닐스 비초에(Niels Vitsœ)와 독일의 산업 디자이너 오토 자프(Otto Zapf)가 1959년 독일 프랑크푸르트암마인에서 설립한 가구 회사이다. 디터 람스는 606 유니버설 선반(606 Universal Shelving System) 및 620 소파(620 Chair Programme) 등 비초에의 대표적인 가구들을 디자인했다. 1969년에 오토 자프가 회사를 떠나면서 회사 이름은 지금의 '비초에'로 변경되었다.
비초에는 수년간의 재정적 어려움 끝에 1990년대에 전무 이사 마크 아담스(Mark Adams)에 의해 구조되었고 생산 시설을 영국으로 이전했다. 2017년에 비초에는 영국 중부의 로열레밍턴스파에 목재와 유리로 지어진 새로운 본사로 이전했다.

## 제품

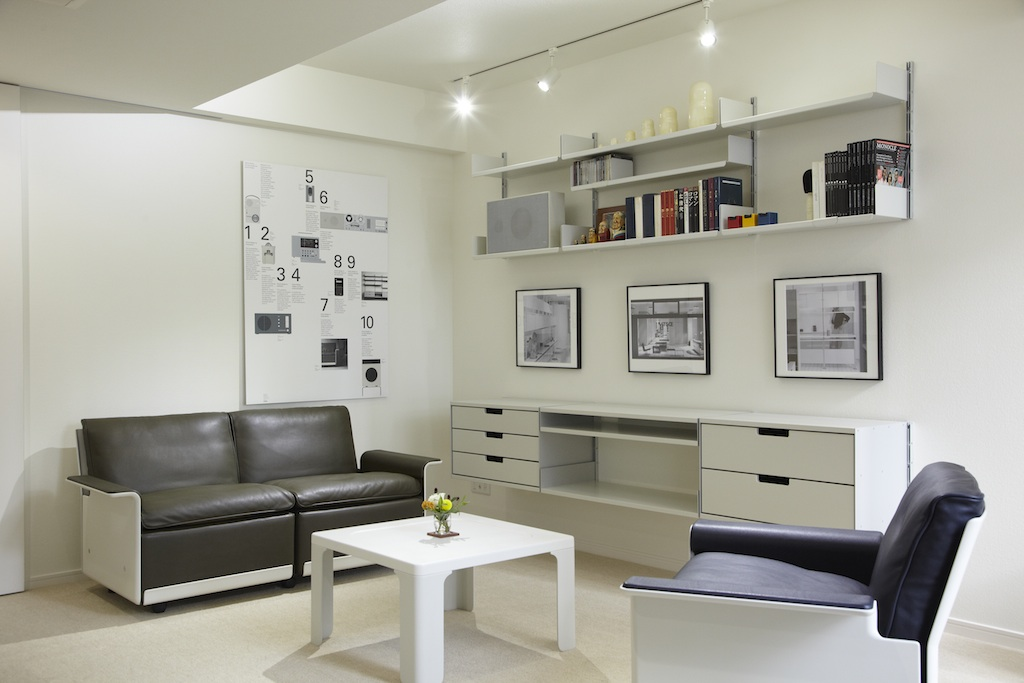
디터람스가 디자인한 비초에 가구 컬렉션(606 유니버설 선반, 620 소파 및 621 테이블)

비초에의 대표적인 제품으로는 디터 람스가 디자인하여 1960년에 출시한 606 유니버설 선반(606 Universal Shelving System)과 1962년에 출시한 620 소파(620 Chair Programme)와 621 테이블(621 Table)이 있다.  디터람스가 디자인한 620 시스템은 현재 독일 연방 총리실에서 사용되고 있다.
미국의 디자인 평론가인 스펜서 베일리(Spencer Bailey)는 이 시스템을 "내가 생각할 수 있는 가장 기능적이고 잘 구축된 디자인 중 하나"라고 평가하기도 했다.